# وسام أبو علي
وسام هيثم أبو علي (من مواليد 1 يناير 1999) هو لاعب كرة قدم دنماركي فلسطيني محترف يلعب مهاجمًا لنادي كولومبوس كرو الأمريكي في الدوري الأمريكي لكرة القدم.

## مسيرته مع الأندية

### آلبورغ
البدء في نادي ألبورغ المحلي B52/نادي ألبورغ فودبولد في سن الرابعة, انتقل أبو علي إلى أكبر نادٍ في المنطقة, أوبه, بعد ست سنوات.
لقد ظهر لأول مرة في الدوري الدنماركي الممتاز في 15 مارس 2018 ضد نادي هورسينس. سجل أول هدف له مع الفريق الأول في 22 أبريل 2018 ضد ميتييلاند.
في 23 أغسطس 2019، تمت إعارة أبو علي إلى نادي الدرجة الأولى الدنماركي فينديياسيل حتى نهاية عام 2019 في 5 يناير 2020 تم التأكيد على أنه سيستمر في فينديياسيل لبقية الموسم.

### سيلكيبورج
في 9 سبتمبر 2020، انضم أبو علي إلى نادي الدرجة الأولى الدنماركي سيلكيبورج الذي هبط حديثًا بعقد مدته أربع سنوات ونصف حتى عام 2024

### العودة إلى فيندسيسيل
بحثًا عن المزيد من وقت اللعب، عاد أبو علي إلى فريق فينديياسيل في 1 سبتمبر 2021، ووقع عقدًا حتى يونيو 2025 خلال أول ظهور له ضد لينغبي في 12 سبتمبر، انهار أبو علي فجأة على أرض الملعب وتم نقله إلى المستشفى. ونزل أبو علي من مقاعد البدلاء في الشوط الأول قبل أن ينهار في الدقيقة 59. وبعد يومين، خرج من المستشفى وبدأ إعادة التأهيل.
في 15 فبراير 2022، في مباراة ودية ضد دينامو موسكو، تم نقل أبو علي من الملعب على نقالة ونقله إلى المستشفى بعد تعرضه لثقب في الرئة.

### اي كيه سيريوس
في 13 يوليو 2023، تم التأكيد على انضمام أبو علي إلى نادي آي كيه سيريوس السويدي في صفقة حتى نهاية عام 2027

### الأهلي
في 11 يناير 2024، انضم أبو علي إلى النادي الأهلي المصري بتوقيع عقد مدته أربع سنوات ونصف، مقابل رسوم تبلغ 2 مليون يورو. في 23 فبراير، شارك لأول مرة في الفوز 1–0 خارج أرضه على ميدياما في دوري أبطال أفريقيا. بعد أربعة أيام، سجل أهدافه الأولى بتسجيله ثنائية في الفوز 5-1 على بلدية المحلة.

### كولومبوس كرو الأمريكي
في يوليو 2025، أعلن النادي الأهلي المصري رسميًا رحيل وسام أبو علي إلى صفوف نادي كولومبوس كرو الأمريكي، وذلك بعد مفاوضات امتدت لأشهر بين الطرفين. 
صفقة أبو علي جاءت مقابل 7.5 مليون دولار، بالإضافة إلى مليون دولار كحوافز وإضافات، ليصبح وسام أبو علي بذلك أغلى ثالث لاعب يمثل المنتخب الفلسطيني في تاريخ الدوري الأمريكي، والأغلى على الإطلاق، كما أصبح ثاني أغلى عملية بيع في تاريخ النادي الأهلي  بعد صفقة ماليك إيفونا في موسم 2016/2017.

## مسيرته الدولية
ولد أبو علي في الدنمارك وهو من أصل فلسطيني. إنه لاعب دولي للشباب في الدنمارك.

## الإنجازات

#### الأهلي المصري
- دوري أبطال إفريقيا : 2023–24
- الدوري المصري الممتاز : 2023–24

## روابط خارجية
- وسام أبو علي الملف الشخصي للمنتخب الوطني في الاتحاد الدنماركي لكرة القدم (بالدنماركية)
- وسام أبو علي – سجل منافسات اليويفا